# Ghadames Air Transport
Ghadames Air Transport es una pequeña aerolínea que opera entre los tres aeropuertos principal de Libia.
Código IATA: 0G
Comenzó a operar en 2004.

## Destinos
Los aeropuertos desde los que opera son:
- Aeropuerto Internacional de Trípoli (TIP)- Trípoli, Libia
- Aeropuerto de Benina (BEN)- Bengasi, Libia
- Sabha Airport (SEB)- Sebha, Libia

## Flota
La flota de Ghadames Air Transport incluye los siguientes aviones

## Flota Histórica
La aerolínea operó las siguientes aeronaves en su historia.